# Salta
Salta è una città situata nel nord-ovest dell'Argentina ai piedi della cordigliera delle Ande, capitale dell'omonima provincia. Famosa per la tipica architettura in stile coloniale spagnolo e circondata da paesaggi molto recettivi turisticamente, è considerata una delle più belle città argentine. Ha una popolazione di circa 464 000 abitanti (2001), il che la pone all'ottavo posto fra le città dell'Argentina. 

## Geografia
La città è situata nella Valle del Lerma, ad un'altitudine di 1152 metri sul livello del mare. Il clima è caldo e secco, con una media annua di 756 mm di pioggia e una temperatura media di 16,4 °C (20,4 °C in estate, 10,8 °C in inverno). Gennaio e febbraio sono i mesi con le maggiori precipitazioni.

## Storia
Salta fu fondata il 16 aprile 1582 dal conquistador spagnolo Hernando de Lerma, come avamposto fra Lima (Perù) e Buenos Aires.
Durante la guerra d'indipendenza argentina, la città divenne un punto strategico commerciale e militare fra il Perù e le città argentine; nel 1812 il Generale patriota Manuel Belgrano sconfisse gli spagnoli e i loro alleati nella decisiva battaglia detta di Salta. 

Tra il 1816 e il 1821, la città fu governata dall'autorità militare locale, il Generale Martín Miguel de Güemes, il quale, sotto il comando del Generale José de San Martín, difese la città e l'area circostante dalle forze spagnole provenienti da nord.
Finita la Guerra d'Indipendenza, la situazione politica e finanziaria di Salta era nella crisi più completa, condizione che si protrasse per buona parte del XIX secolo. 
Verso la fine del XIX e nei primi anni del XX secolo, l'arrivo di immigrati italiani, spagnoli, tedeschi ed arabi (in particolar modo siriani e libanesi) diede nuova linfa al commercio e all'agricoltura in tutta la regione, allo stesso tempo arricchendo lo spirito multiculturale della città.

## Monumenti e luoghi d'interesse

### Quadro generale
Soprannominata Salta la Linda ("Salta la Bella"), è visitata da un grande numero di turisti, attratti principalmente dai suoi edifici imponenti, come la cattedrale del XVIII secolo (il Cabildo) e dal parco cittadino Plaza 9 de Julio.
La città ospita anche diversi musei, fra cui il Museo de Alta Montaña, nel quale sono esposti i corpi di 3 bambini Inca scoperti mummificati e congelati sul monte Llullaillaco nel 1995. Salta è inoltre il punto di partenza del "Treno delle Nuvole" (Tren de las nubes), e una fermata obbligatoria sulla via per Cafayate e l'omonima valle, così come per altre numerose destinazioni turistiche situate nelle vicinanze.
Uno straordinario panorama della città e dei suoi dintorni è visibile dal Cerro San Bernardo (1.482 m s.l.m.), un colle situato ad est del centro abitato, la cui cima è raggiungibile tramite ovovia o salendo i 1070 gradini che salgono serpeggiando nel bosco.

### Architetture civili
- Cabildo di Salta
- Casa del Governo

### Architetture religiose
- Cattedrale di Salta, costruita nel 1882 per il terzo centenario della fondazione della città.
- Chiesa e convento di San Francesco, costruiti nel XVIII secolo, l'attuale facciata neoclassica della chiesa fu realizzata nel 1870.
- Chiesa e convento di San Bernardo, il più antico edificio religioso della città.
- Chiesa degli Angeli, a La Candelaria (XXI secolo)

## Infrastrutture e trasporti

### Strade
Salta è attraversata dalla strada nazionale 9, che unisce Buenos Aires con le province del nord-ovest del paese e con la frontiera boliviana. Dalla città originano anche la strada nazionale 51 per il Cile e la strada nazionale 68 per Cafayate.

### Ferrovie
La città è dotata di stazione ferroviaria sulle linee Güemes-Salta, da cui si collega con la linea verso Tucumán e Buenos Aires; e Salta-Antofagasta, linea internazionale transandina verso il Cile, famosa per il treno turistico Tren a las Nubes. Il principale servizio ferroviario pendolaristico è il "Servicio Regional Salta" Güemes-Salta-Campo Quijano, servente anche una secondaria stazione cittadina, ossia Batalla de Salta.

### Aeroporti
L'Aeroporto Martín Miguel de Güemes (SLA), situato 6 km a sud-est della città, collega la città con la capitale Buenos Aires, con San Miguel de Tucumán, San Salvador de Jujuy, Cordoba e Santa Cruz de la Sierra (Bolivia).

## Sport

### Calcio
Le due principali società calcistiche attive in città sono il Gimnasia y Tiro, la più antica squadra di Salta e provincia, e la Juventud Antoniana.

## Amministrazione

### Gemellaggi
Salta è gemellata con:
- Santa Cruz de la Sierra
- Tarija, dal 2004[3]
- Calama
- Iquique, dal 2012
- San Cristóbal de La Laguna
- Maracay

## Galleria d'immagini

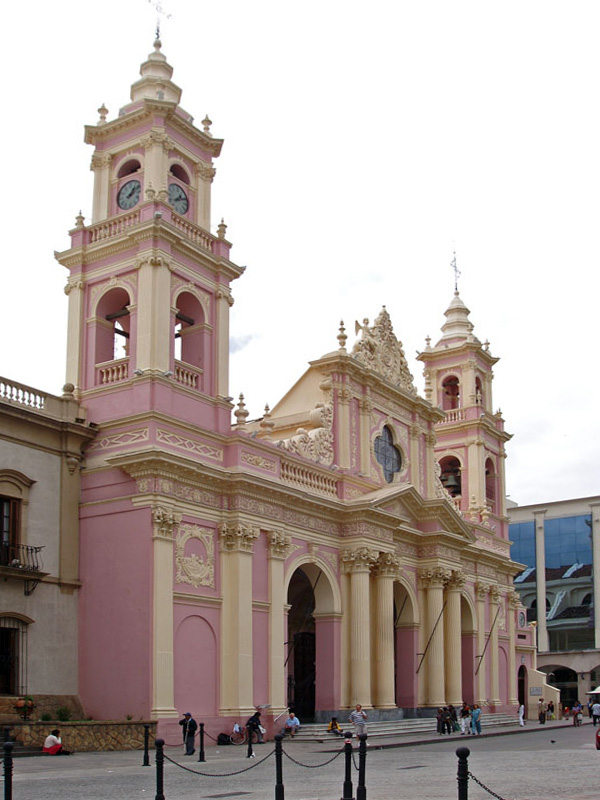
La cattedrale della città.
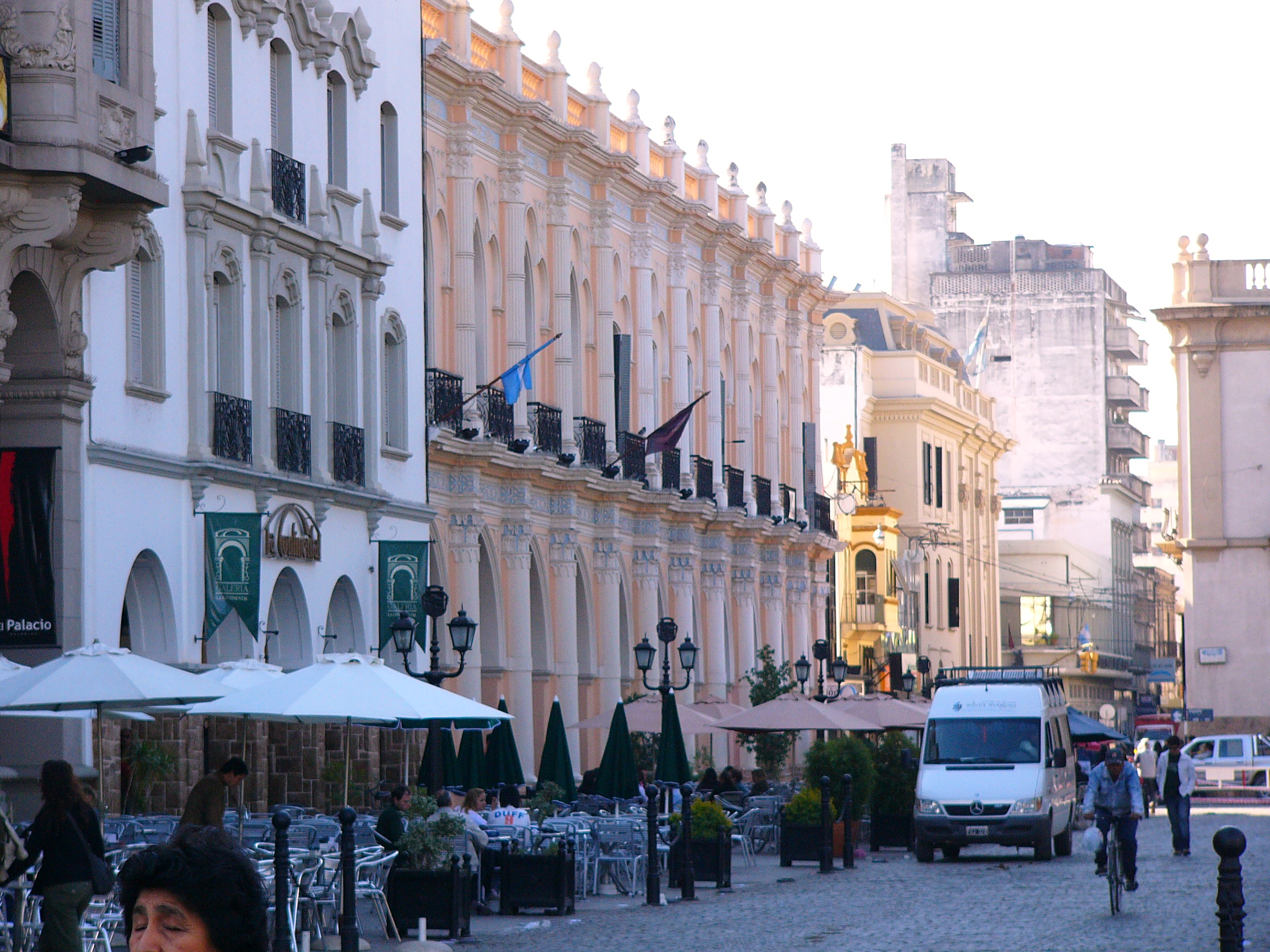
Recobas
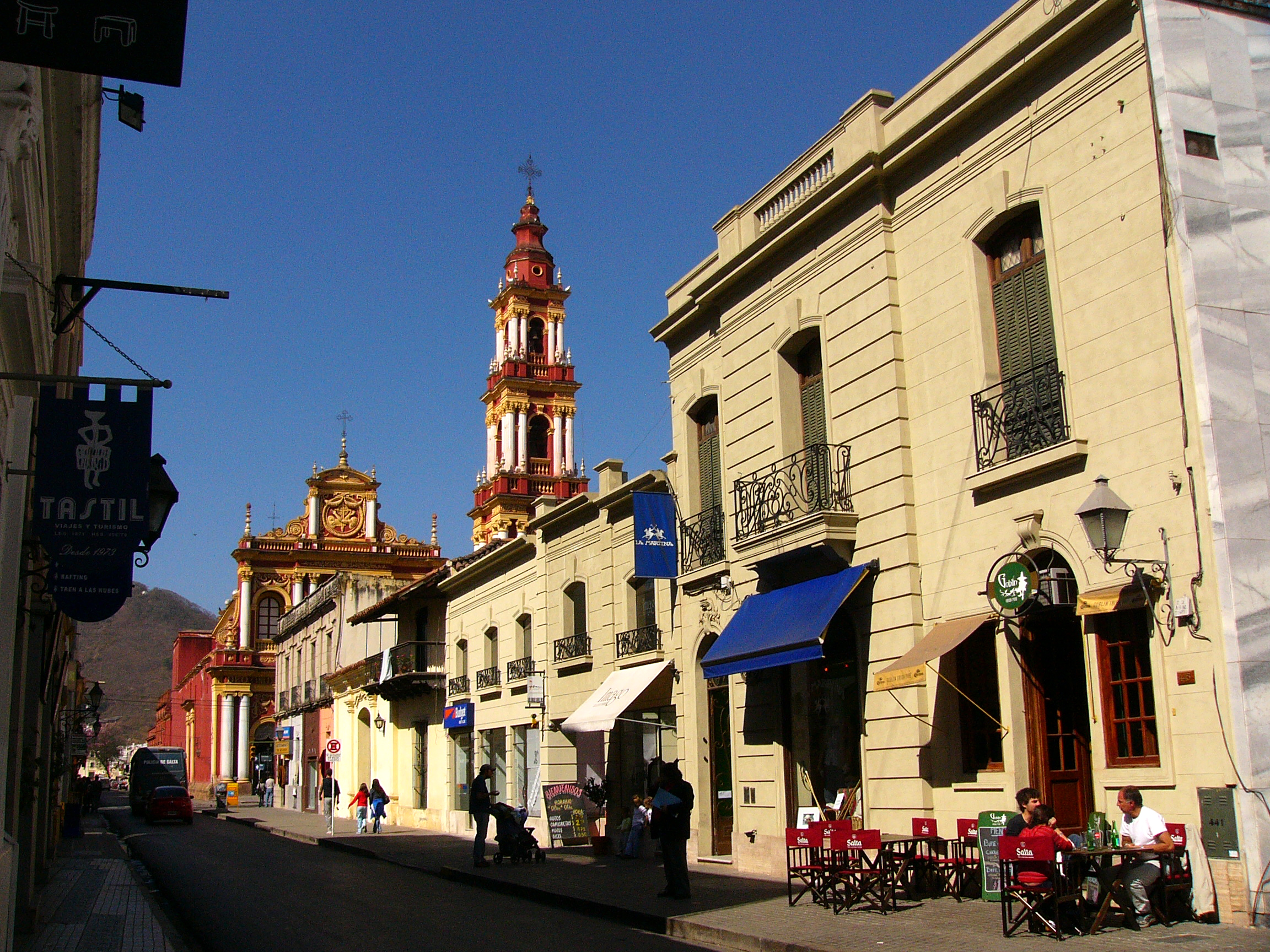
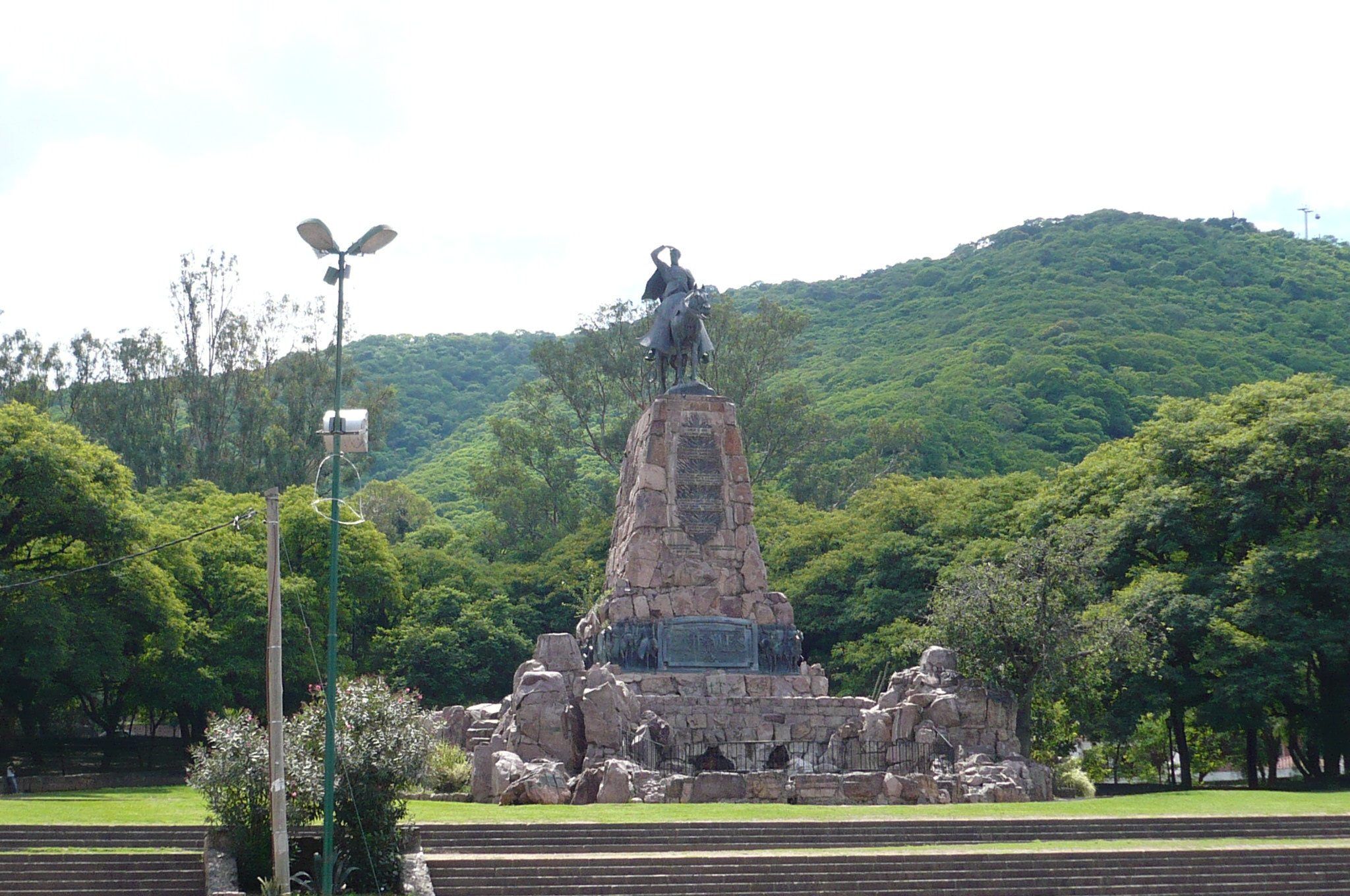
Monumento a Martín Miguel de Güemes